# El color de l'amistat
El color de l'amistat (original: The Color of Friendship) és una pel·lícula per Disney Channel del 2000, que narra la història d'una forta amistat entre dues nenes: Mahree i Piper, una dels EUA, i l'altra de Sud-àfrica, que les fa descobrir els valors de la tolerància i l'amistat El director de la pel·lícula va ser Kevin Hooks, la idea de Paris Qualles, amb les actrius Lindsey Haun i Shadia Simmons.

## Argument
El congressista Ron Dellum, un home de color vinculat a la lluita contra el racisme, acull a casa seva a una nena procedent de Sud-àfrica. Però Dellum rep una sorpresa majúscula quan descobreix que Mahree, la seva protegida, és una nena de raça blanca. Mahree, per la seva banda, esperava trobar en arribar a Califòrnia una família blanca amb conviccions racistes. Haurà de conviure amb persones de raça negra a les que ella considera de segona categoria. La nena aprendrà una lliçó de tolerància durant aquest intercanvi. Aquesta relació és el marc que permet desenvolupar una reflexió sobre el que va significar l'expansió de l'Apartheid a la Sud-àfrica de la dècada dels setanta. En poc temps, els valors de la família canvien per complet a causa de la nova situació.

## Repartiment
- Lindsey Haun: Bok Mahree
- Shadia Simmons: Piper Dellums
- Penny Johnson: Roscoe Dellums
- Carl Lumbly: Ron Dellums
- Ray Kahnert: Gerent
- Allen Stewart Coates: Patró
- Susan Spencer: Brenda
- Erik Dellums: Oliver
- Soo Garay: Amanda
- Miquees Nelson: Janet
- Moira Dunphy: Secretari
- Ryan Cooley: Billy
- Ahmad Stoner: Daniel
- Stephen Jennings: Pieter Bok

## Al voltant de la pel·lícula
La pel·lícula es basa en una història titulada "Simunye escrita a la vida real per Piper Dellums sobre una nena sud-africana anomenada Carrie que va a estar amb la seva família. Dellums diu que ha perdut el contacte amb Carrie després del seu retorn a Sud-àfrica i no té la menor idea del que ha succeït. A Simunye ", Piper suggereix en canvi que Carrie podrien haver mort a causa de les seves posicions antiracistes.
L'actor Erik Dellums, el fill del germà de Ron Piper Dellumse apareix en un petit paper.

## Els errors

### Anacronismes
- La pel·lícula està ambientada el 1977, però en la primera escena mostra les bastides utilitzades per a la renovació del monument a George Washington el 2000.
- En l'escena final, quan Mahree torna a la granja, el cotxe que arriba a casa té una placa groga. Durant els anys 1970, totes les plaques dels vehicles de Sud-àfrica eren negres amb lletres blanques. La província de Transvall va ser la primera a fer servir el groc, el 1978.

### Geografia
- La casa de Mahree a Sud-àfrica és a prop d'un oceà, i Dundee, la ciutat d'on prové, no està a prop de qualsevol oceà.

## Premis i nominacions

### Premis
- 2000. Premi Emmy[2] Programa de nens excepcionals per Alan Sacks (productor executiu), Christopher Morgan, i Kevin Hooks
- 2000.  Humanitas Prize